# Itinerari culturali del Consiglio d'Europa

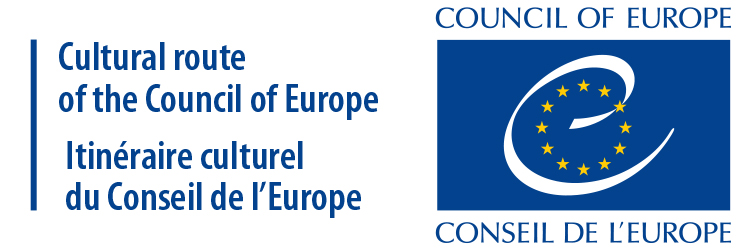

Un itinerario culturale del Consiglio d'Europa, a volte indicato come un percorso culturale europeo, è una certificazione rilasciata dal Consiglio d'Europa a reti che promuovono la cultura, la storia e la memoria europee condivise. Queste rotte devono anche corrispondere ad alcuni valori fondamentali promossi dal Consiglio d'Europa come la democrazia, i diritti umani e gli scambi interculturali nel quadro del turismo culturale.
Una rotta culturale del Consiglio d'Europa non è necessariamente un percorso fisico da percorrere e può essere composta da elementi culturali interessati, quali musei, comuni o enti locali raggruppati in un'unica associazione ombrello. Essere insigniti del titolo di Itinerario culturale del Consiglio d'Europa apre la strada a una maggiore visibilità, reti di soggetti culturali o finanziamenti. Il programma è stato lanciato dal Consiglio d'Europa e non dall'Unione europea, anche se quest'ultima contribuisce ad esso.
Il programma è stato avviato dal Consiglio d'Europa nel 1987. Ha sede dal 1998 a Lussemburgo, presso l'Istituto europeo degli itinerari culturali (EICR). Dal 2010, il processo di valutazione e assegnazione della certificazione è gestito dall'Accordo parziale allargato sugli itinerari culturali (APE).
All'ultimo aggiornamento, nel maggio 2023, risultavano riconosciuti 47 itinerari culturali.

## Storia

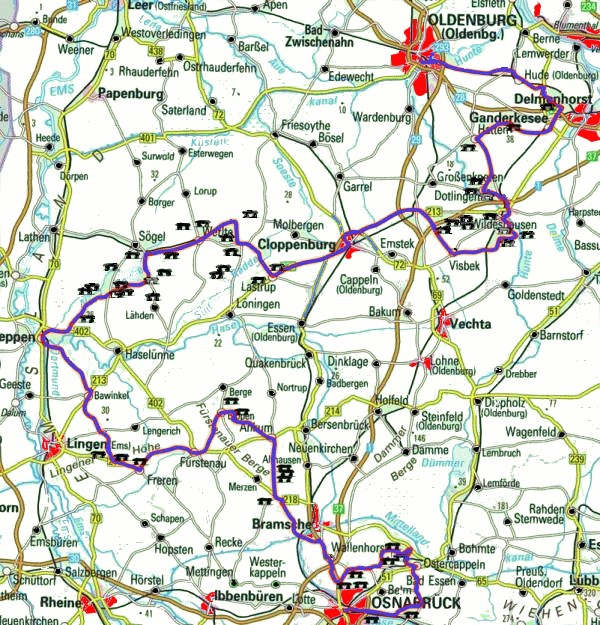
Un tratto della via del Megalitico: varie localizzazioni si distaccano dalla strada principale

Gli itinerari culturali del Consiglio d'Europa sono strumenti della cooperazione culturale europea attuata dal Consiglio d'Europa con la "Convenzione culturale europea" nel 1954.
Il 23 ottobre 1987 la Dichiarazione di Santiago di Compostela ha riconosciuto i Percorsi di pellegrinaggio di Santiago di Compostela quale primo itinerario culturale europeo. Da questo punto in poi, il Consiglio d'Europa ha gradualmente implementato una certificazione di percorsi con un interesse culturale, sociale o storico al fine di avvicinare le culture e le popolazioni europee. I criteri di certificazione vengono periodicamente rivisti.

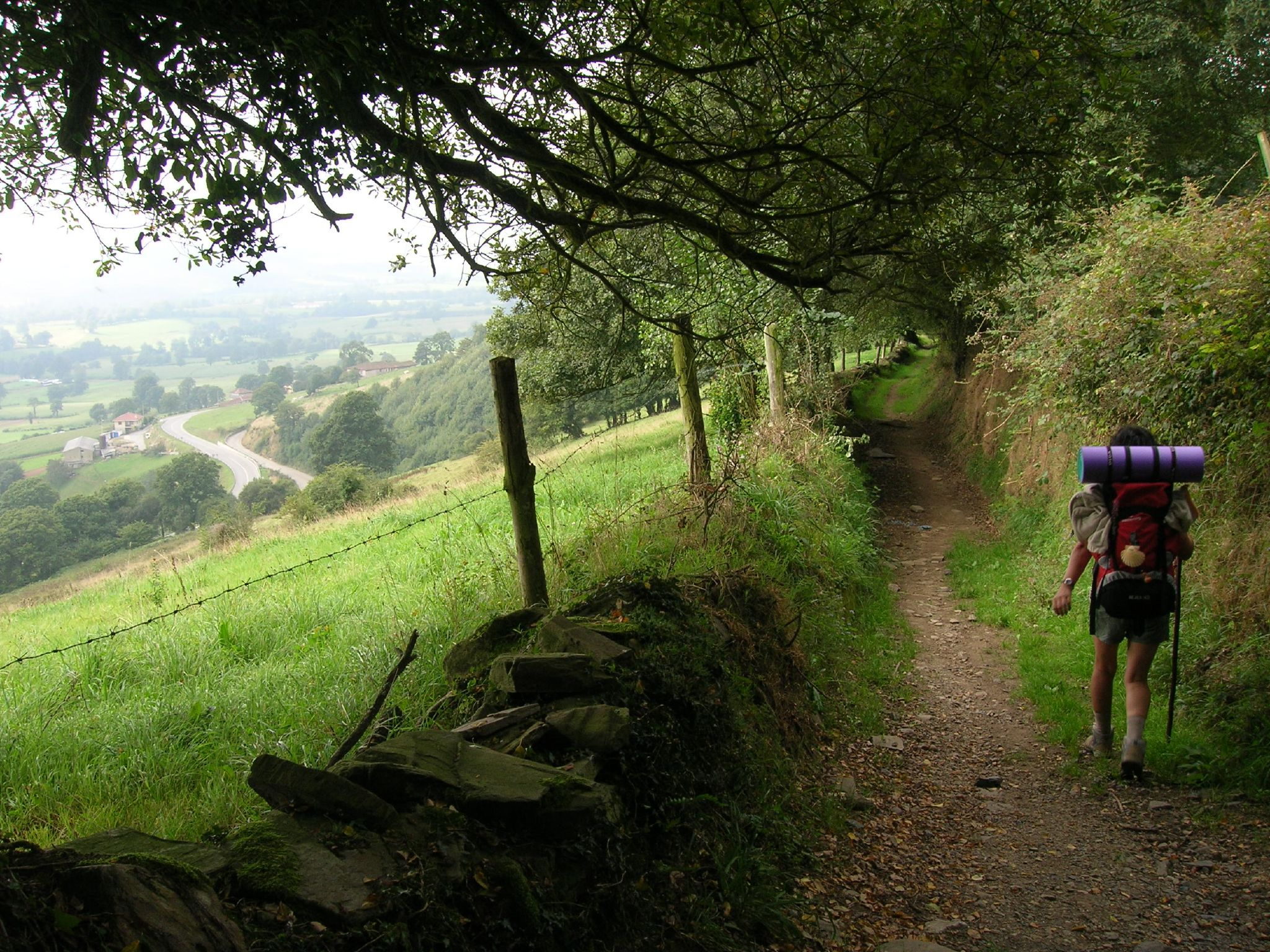
Il Camino primitivo, nella rete delle vie per Santiago, il primo e più famoso degli itinerari europei

L'Istituto europeo degli itinerari culturali (EICR) è stato istituito nel 1998 a seguito di un accordo politico tra il Consiglio d'Europa e il governo del Lussemburgo. Da allora l'EICR è responsabile della gestione del programma degli itinerari culturali, garantendo i collegamenti tra le associazioni che sottendono ai percorsi, la sua rete universitaria, il Consiglio d'Europa e, dal 2010, gli organi statutari dell'EPA. L'istituto organizza diversi incontri annuali tra le parti interessate dal programma, opera la certificazione di nuovi percorsi culturali, valuta ogni tre anni gli itinerari certificati e ne cura la promozione.
Nel dicembre 2010, il Comitato dei Ministri del Consiglio d'Europa ha adottato una risoluzione che istituisce l'accordo parziale allargato sugli itinerari culturali (APE). Questo accordo mira a facilitare il finanziamento e l'organizzazione del programma. L'EPA ha sede all'interno dell'EICR e riunisce periodicamente i rappresentanti di alcuni degli Stati che sono più interessati al programma. Questi hanno il potere di certificare nuovi percorsi culturali e di valutare i percorsi già certificati.
Nel 2019 gli Itinerari Culturali Europei sono stati insigniti del Premio Europeo Carlo V.

## Tipologie di itinerario

### Secondo l'estensione e le aree coinvolte

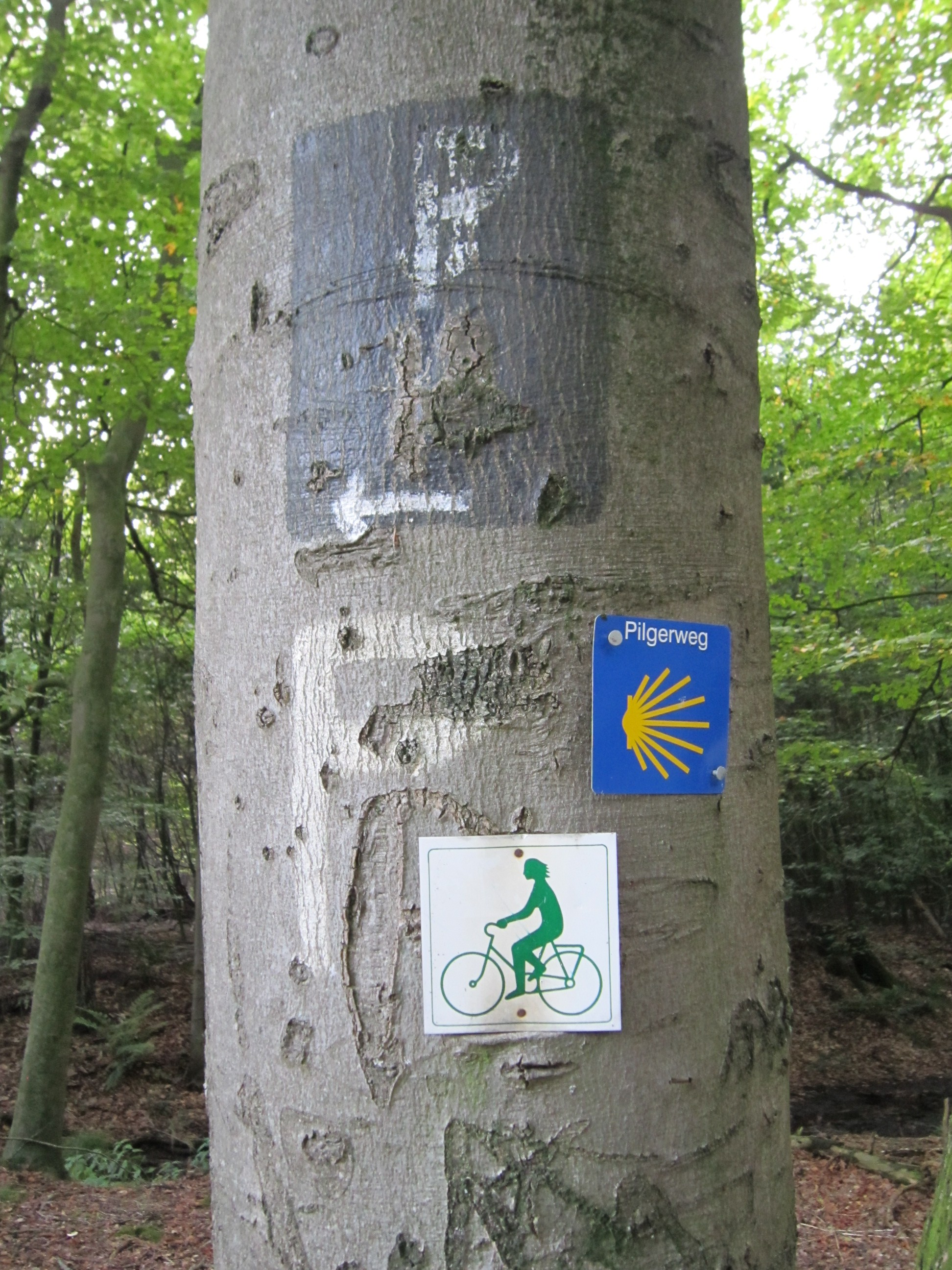
Sovrapposizione di segnavia lungo un tratto di pellegrinaggio iacopeo in Germania

Gli itinerari culturali si dividono in:
- progetti transnazionali (sono interessati diversi Paesi)
- progetti transregionali (sono interessati Paesi solitamente confinanti)
- progetti regionali (se l'interesse storico-culturale, artistico e sociale dei progetti supera i confini della regione o dello Stato)

### Secondo la percorribilità, la tipologia di percorso e il significato concettuale
Alcuni itinerari sono assimilabili a percorsi turistici, mentre altri sono proposte escursionistiche percorribili prevalentemente a piedi o in bicicletta - l'esempio principale e più famoso è il Cammino di Santiago. Una buona parte è più facilmente percorribile con veicoli a motore o con mezzi pubblici, in alcuni casi anche con natanti (ad esempio le rotte dei vichinghi).
Possono essere caratterizzati un itinerario fissato, oppure collegare differenti punti di interesse diffusi, secondo un itinerario organizzato da chi lo percorre. Un esempio di questo tipo è l'itinerario Transromanico, che deve essere inteso come una "via immaginaria" fra i luoghi romanici significativi per la cultura europea, piuttosto che ad una strada fisica che li colleghi tutti. Quest'ultima è la situazione più tipica di molti degli itinerari culturali europei.
Alcuni di questi itinerari sono considerati delle semplici reti fra luoghi omogenei, come ad esempio la "Rotta europea delle città termali storiche", o come l'itinerario della Lega anseatica. Peraltro quest'ultimo è uno dei casi di progetto regionale (né transnazionale, né transfrontaliero), considerato comunque una combinazione di luoghi correlati a un tema di rilevanza europea.
Gli itinerari, a seconda della tipologia, sono contrassegnati lungo il loro percorso con differenti indicazioni, segnavia, cartelli stradali e tabelle informative.

## Elenco degli itinerari
| N° | Itinerario                                             | Anno di certificazione | Paesi interessati | Sito Internet                                             |
| -- | ------------------------------------------------------ | ---------------------- | --- | --------------------------------------------------------- |
| 1  | Cammini di Santiago di Compostela                      | 1987                   | Belgio Francia Italia Lituania Paesi Bassi Polonia Portogallo Spagna | sito                                                      |
| 2  | La Hansa                                               | 1991                   | Finlandia Germania Lettonia Lituania Norvegia Paesi Bassi Polonia Regno Unito Russia Svezia | sito                                                      |
| 3  | Rotta dei vichinghi                                    | 1993                   | Danimarca Estonia Finlandia Francia Irlanda Islanda Lettonia Norvegia Paesi Bassi Polonia Spagna Svezia Regno Unito | sito                                                      |
| 4  | Via Francigena                                         | 1994                   | Francia Italia Regno Unito Svizzera | sito                                                      |
| 5  | Itinerari de "El legado andalusi"                      | 1994                   | Egitto Giordania Italia Libano Portogallo Spagna | sito                                                      |
| 6  | Rotta dei fenici                                       | 2003                   | Albania Belgio Cipro Croazia Francia Grecia Italia Libano Malta Spagna Tunisia Slovenia Ucraina | sito                                                      |
| 7  | Rotta del ferro nei Pirenei                            | 2004                   | Andorra Francia Spagna | sito                                                      |
| 8  | Vie europee di Mozart                                  | 2002                   | Austria Belgio Germania Grecia Italia Rep. Ceca Regno Unito Stati Uniti Svizzera Ucraina | sito Archiviato il 23 ottobre 2020 in Internet Archive.   |
| 9  | Itinerario europeo del patrimonio ebraico              | 2004                   | Austria Azerbaigian Belgio Bielorussia Bosnia ed Erzegovina Croazia Francia Georgia Germania Italia Lituania Lussemburgo Polonia Portogallo Rep. Ceca Regno Unito Romania Serbia Spagna Turchia Ucraina                                            | sito                                                      |
| 10 | Itinerario di san Martino di Tours                     | 2005                   | Austria Belgio Croazia Francia Germania Italia Lussemburgo Paesi Bassi Polonia Slovacchia Slovenia Ungheria | sito Archiviato il 17 giugno 2010 in Internet Archive.    |
| 11 | Siti cluniacensi in Europa                             | 2005                   | Francia Germania Italia Polonia Regno Unito Spagna Svizzera | sito                                                      |
| 12 | Rotte dell'olivo                                       | 2005                   | Albania Algeria Croazia Francia Grecia Italia Libano Macedonia del Nord Marocco Montenegro Portogallo Slovenia Spagna Tunisia Turchia | sito                                                      |
| 13 | Via Regia                                              | 2005                   | Bielorussia Francia Germania Polonia Ucraina | sito                                                      |
| 14 | Transromanica                                          | 2007                   | Austria Francia Germania Italia Portogallo Romania Serbia Slovacchia Spagna | sito                                                      |
| 15 | Iter vitis                                             | 2009                   | Armenia Azerbaigian Bosnia ed Erzegovina Cipro Croazia Francia Georgia Grecia Israele Italia Libano Lussemburgo Macedonia del Nord Moldavia Montenegro Portogallo Regno Unito Romania Russia Slovenia Spagna Tunisia Ucraina                       | sito                                                      |
| 16 | Itinerario europeo dei cimiteri                        | 2010                   | Austria Bosnia ed Erzegovina Croazia Danimarca Estonia Francia Germania Grecia Irlanda Italia Norvegia Paesi Bassi Polonia Portogallo Regno Unito Romania Serbia Slovenia Spagna Svezia                                                            | sito                                                      |
| 17 | Cammini dell'arte rupestre preistorica                 | 2010                   | Azerbaigian Finlandia Francia Georgia Italia Norvegia Portogallo Spagna | sito                                                      |
| 18 | Itinerario europeo delle città termali storiche        | 2010                   | Austria Belgio Croazia Francia Georgia Germania Grecia Italia Lussemburgo Polonia Portogallo Rep. Ceca Regno Unito Spagna Turchia | sito                                                      |
| 19 | Itinerario dei cammini di sant'Olav                    | 2010                   | Danimarca Finlandia Norvegia Svezia | sito Archiviato il 27 settembre 2019 in Internet Archive. |
| 20 | Strada europea della ceramica                          | 2012                   | Austria Azerbaigian Francia Germania Italia Norvegia Paesi Bassi Polonia Portogallo Spagna Turchia | sito                                                      |
| 21 | Via europea del Megalitico                             | 2013                   | Danimarca Francia Germania Italia Paesi Bassi Portogallo Regno Unito Spagna Svezia Turchia Ucraina | sito                                                      |
| 22 | Strade degli ugonotti e dei valdesi                    | 2013                   | Francia Germania Italia Svizzera | sito                                                      |
| 23 | ATRIUM                                                 | 2014                   | Bulgaria Croazia Italia Romania | sito                                                      |
| 24 | Rete dell'Art Nouveau                                  | 2014                   | Austria Belgio Cuba Francia Germania Italia Lettonia Norvegia Portogallo Romania Serbia Slovenia Spagna Svizzera Ungheria | sito                                                      |
| 25 | Via Habsburg                                           | 2014                   | Austria Francia Germania Svizzera | sito                                                      |
| 26 | Strada degli imperatori romani e del vino del Danubio  | 2015                   | Albania Bosnia ed Erzegovina Bulgaria Croazia Montenegro Macedonia del Nord Romania Serbia Slovenia Ungheria | sito                                                      |
| 27 | Itinerari europei dell'imperatore Carlo V              | 2015                   | Algeria Belgio Francia Germania Italia Marocco Paesi Bassi Panama Portogallo Spagna Tunisia | sito                                                      |
| 28 | Destinazione Napoleone                                 | 2015                   | Belgio Croazia Francia Germania Grecia Italia Montenegro Polonia Portogallo Regno Unito Rep. Ceca Spagna | sito                                                      |
| 29 | Sulle tracce di Robert Louis Stevenson                 | 2015                   | Francia Germania Regno Unito | sito                                                      |
| 30 | Le città fortificate della "Grande Région"             | 2016                   | Francia Germania Lussemburgo | sito                                                      |
| 31 | Itinerari degli impressionismi                         | 2018                   | Belgio Croazia Danimarca Finlandia Francia Germania Grecia Lituania Paesi Bassi Polonia Russia Slovenia Spagna | sito                                                      |
| 32 | Itinerario europeo del patrimonio industriale          | 2019                   | Austria Belgio Bulgaria Croazia Danimarca Finlandia Francia Germania Grecia Irlanda Italia Lettonia Liechtenstein Lussemburgo Norvegia Paesi Bassi Polonia Portogallo Regno Unito Rep. Ceca Serbia Spagna Svezia Svizzera Turchia Ucraina Ungheria | sito                                                      |
| 33 | Strada della Cortina di ferro                          | 2019                   | Austria Belgio Croazia Germania Grecia Lituania Rep. Ceca Serbia Slovacchia Turchia Ungheria | sito                                                      |
| 34 | Destinazioni Le Corbusier: passeggiate architettoniche | 2019                   | Argentina Belgio Francia Germania Giappone Svizzera | sito                                                      |
| 35 | Itinerario della liberazione dell'Europa               | 2019                   | Belgio Francia Germania Grecia Italia Lussemburgo Paesi Bassi Polonia Regno Unito Stati Uniti | sito                                                      |
| 36 | Vie della Riforma                                      | 2019                   | Austria Germania Italia Polonia Rep. Ceca Slovenia Svizzera Ungheria | sito                                                      |
| 37 | Itinerario europeo dei giardini storici                | 2020                   | Belgio Georgia Germania Grecia Italia Polonia Portogallo Spagna Ungheria | sito                                                      |
| 38 | Via Romea Germanica                                    | 2020                   | Austria Germania Italia | sito Archiviato il 15 maggio 2021 in Internet Archive.    |
| 39 | Rotta di Enea                                          | 2021                   | Albania Grecia Francia Italia Regno Unito Tunisia Turchia | sito                                                      |
| 40 | Itinerario di Alvar Aalto                              | 2021                   | Danimarca Estonia Finlandia Francia Germania | sito                                                      |
| 41 | Itinerario di Cirillo e Metodio                        | 2021                   | Bulgaria Croazia Grecia Italia Rep. Ceca Slovacchia Slovenia Ungheria | sito                                                      |
| 42 | Itinerario europeo di d'Artagnan                       | 2021                   | Belgio Francia Germania Italia Paesi Bassi Spagna | sito                                                      |
| 43 | Itinerario del Danubio nell'età del ferro              | 2021                   | Austria Bosnia ed Erzegovina Croazia Germania Slovenia Ungheria | sito                                                      |
| 44 | Itinerario dei caffè storici                           | 2022                   | Austria Belgio Danimarca Francia Grecia Italia Malta Portogallo Rep. Ceca Romania Slovacchia Spagna Svizzera Turchia Ungheria | sito                                                      |
| 45 | Itinerario europeo della fiaba                         | 2022                   | Cipro Croazia Germania Grecia Irlanda Italia Lituania Svizzera | sito                                                      |
| 46 | Itinerario delle donne scrittrici                      | 2022                   | Bulgaria Croazia Montenegro Polonia Serbia Slovenia | sito                                                      |
| 47 | Itinerari della transumanza e strade rurali            | 2023                   | Francia Italia Portogallo Spagna Svezia | sito                                                      |

### Itinerari candidati
| Itinerario                                | Paesi interessati                                      |      |
| ----------------------------------------- | ------------------------------------------------------ | ---- |
| Le vie dei Longobardi attraverso l'Europa | Germania, Italia, Slovenia, Svizzera, Ungheria         | sito |
| La via del cioccolato                     | Belgio, Francia, Germania, Italia, Regno Unito, Spagna | sito |

### Progetti
| Progetto                 | Paesi interessati        |      |
| ------------------------ | ------------------------ | ---- |
| Cammino di San Colombano | Francia, Irlanda, Italia | sito |

### Itinerari de-certificati
| Itinerario                                   | Anno di certificazione | Anno di decertificazione | Paesi interessati | Sito Internet                                          |
| -------------------------------------------- | ---------------------- | ------------------------ | --- | ------------------------------------------------------ |
| Siti casadei                                 | 2012                   | 2017                     | Belgio, Francia, Italia, Spagna, Svizzera                                                                                             | sito                                                   |
| Itinerario europeo delle abbazie cistercensi | 2010                   | 2023                     | Belgio Danimarca, Germania, Francia, Italia, Paesi Bassi, Polonia, Portogallo, Regno Unito, Repubblica Ceca, Spagna, Svezia, Svizzera | sito                                                   |
| Via Carlo Magno                              | 2018                   | 2023                     | Belgio, Francia, Germania, Italia, Lussemburgo, Spagna, Svizzera                                                                      | sito Archiviato il 15 agosto 2020 in Internet Archive. |